# Поповићи (Краљево)
Поповићи су насељено шумадијско место града Краљева у долини Западног Поморавља, које административно припадају Рашком округу. Према попису из 2022. било је 259 становника.
Поповићи се помињу у писаним документима од 1476. Школа постоји у овом насељу већ 75 година. Школа је током прве 4 године радила у приватној кући Миленка Тешића.

## Демографија
У насељу Поповићи живи 253 пунолетна становника, а просечна старост становништва износи 45,4 година (43,4 код мушкараца и 47,5 код жена). У насељу има 92 домаћинства, а просечан број чланова по домаћинству је 3,26.
Ово насеље је у потпуности насељено Србима (према попису из 2002. године), а у последња три пописа, примећен је пад у броју становника.
|  |

| Демографија | Демографија | Демографија |
| Година      | Становника  | Становника  |
| ----------- | ----------- | ----------- |
| 1948.       | 433         |             |
| 1953.       | 425         |             |
| 1961.       | 423         |             |
| 1971.       | 391         |             |
| 1981.       | 353         |             |
| 1991.       | 340         | 340         |
| 2002.       | 300         | 300         |

| Етнички састав према попису из 2002.‍ | Етнички састав према попису из 2002.‍ | Етнички састав према попису из 2002.‍ | Етнички састав према попису из 2002.‍ | Етнички састав према попису из 2002.‍ |
| ------------------------------------ | ------------------------------------ | ------------------------------------ | ------------------------------------ | ------------------------------------ |
|                                      |                                      |                                      |                                      |                                      |
| Срби                                 | Срби                                 |                                      | 300                                  | 100,0%                               |
| непознато                            | непознато                            |                                      | 0                                    | 0,0%                                 |

| Година пописа     | 1948. | 1953. | 1961. | 1971. | 1981. | 1991. | 2002. |
| ----------------- | ----- | ----- | ----- | ----- | ----- | ----- | ----- |
| Број домаћинстава | 66    | 72    | 92    | 91    | 89    | 91    | 92    |

| Број чланова      | 1  | 2  | 3  | 4  | 5 | 6 | 7 | 8 | 9 | 10 и више | Просек |
| ----------------- | -- | -- | -- | -- | - | - | - | - | - | --------- | ------ |
| Број домаћинстава | 20 | 21 | 13 | 14 | 9 | 9 | 5 | 0 | 1 | 0         | 3,26   |

| Пол    | Укупно | Неожењен/Неудата | Ожењен/Удата | Удовац/Удовица | Разведен/Разведена | Непознато |
| ------ | ------ | ---------------- | ------------ | -------------- | ------------------ | --------- |
| Мушки  | 129    | 39               | 76           | 9              | 5                  | 0         |
| Женски | 135    | 21               | 76           | 34             | 4                  | 0         |
| УКУПНО | 264    | 60               | 152          | 43             | 9                  | 0         |

| Пол    | Укупно                    | Пољопривреда, лов и шумарство | Рибарство                            | Вађење руде и камена | Прерађивачка индустрија       |
| ------ | ------------------------- | ----------------------------- | ------------------------------------ | -------------------- | ----------------------------- |
| Мушки  | 54                        | 21                            | 0                                    | 0                    | 13                            |
| Женски | 31                        | 13                            | 0                                    | 0                    | 3                             |
| УКУПНО | 85                        | 34                            | 0                                    | 0                    | 16                            |
| Пол    | Производња и снабдевање   | Грађевинарство                | Трговина                             | Хотели и ресторани   | Саобраћај, складиштење и везе |
| Мушки  | 2                         | 4                             | 4                                    | 1                    | 2                             |
| Женски | 2                         | 2                             | 2                                    | 1                    | 0                             |
| УКУПНО | 4                         | 6                             | 6                                    | 2                    | 2                             |
| Пол    | Финансијско посредовање   | Некретнине                    | Државна управа и одбрана             | Образовање           | Здравствени и социјални рад   |
| Мушки  | 0                         | 0                             | 3                                    | 1                    | 1                             |
| Женски | 0                         | 1                             | 0                                    | 1                    | 6                             |
| УКУПНО | 0                         | 1                             | 3                                    | 2                    | 7                             |
| Пол    | Остале услужне активности | Приватна домаћинства          | Екстериторијалне организације и тела | Непознато            | Непознато                     |
| Мушки  | 2                         | 0                             | 0                                    | 0                    | 0                             |
| Женски | 0                         | 0                             | 0                                    | 0                    | 0                             |
| УКУПНО | 2                         | 0                             | 0                                    | 0                    | 0                             |